# Geogarypus maroccanus
Geogarypus maroccanus es una especie de arácnido del orden Pseudoscorpionida de la familia Geogarypidae.

## Distribución geográfica
Se encuentra en Marruecos.